# Стефан Сърбов
Стефан Славев Сърбов е български драматичен и филмов актьор.

## Биография
Роден е през 1911 г. Между 1935 и 1983 г. играе в трупата на Народния театър „Иван Вазов“. 
Прави записи на приазки за „Балкантон“.
Участва в много постановки на радиотеатъра в Българското радио.
Умира през 1983 г.

## Награди и отличия
- Заслужил артист
- Лауреат на Димитровска награда (1971, с колектив)

## Театрални роли
- „Отело“ (Уилям Шекспир)
- „Почивка в Арко Ирис“ – отец Сантяго

## Телевизионен театър
- „Тойфеловата кула“ (1974) (Богомил Герасимов)
- „Луди пари“ (1973) (Николай Островски)

## Филмография
| Година      | Филми и Сериали                | Серии | Роля                                 |
| ----------- | ------------------------------ | ----- | ------------------------------------ |
| 1977        | Хора отдалече                  |       |                                      |
| 1976        | Един наивник на средна възраст | 2     |                                      |
| 1976        | Самодивско хоро                |       | член на съда                         |
| 1974        | Зарево над Драва               | 2     | генерал                              |
| 1974        | Бразилска мелодия              | 2     | счетоводителят, съсед на Спас и Моню |
| 1974        | Иван Кондарев                  | 2     |                                      |
| 1969 – 1971 | На всеки километър             | 26    | (във 22-ра серия, 1971)              |
| 1969        | Цар Иван Шишман                |       | болярин                              |
| 1968        | Процесът                       |       | адвокат                              |
| 1967        | Човекът в сянка                |       | Ашкенази, израелски предприемач      |
| 1962        | Специалист по всичко           |       | професорът                           |
| 1961        | Нощта срещу 13-и               |       | докторът                             |
| 1956        | Ребро Адамово                  |       |                                      |
| 1954        | Септемврийци                   |       | Статев                               |
| 1952        | Под игото                      |       |                                      |